# جوانشیر حیدری
جوانشیر حیدری (متولد ۱۳۳۱ - درگذشته اول دلو (بهمن) ۱۳۹۸) هنرمند سینما، سینماگر، کارگردان، فیلم‌ساز افغانستان بود. علاوه بر این وظایف او رئیس اتحادیه سینماگران افغانستان بود. او ۴۵ سال عمر خودرا در کار سینما افغانستان گذراند.

## زندگی‌نامه
جوانشیر حیدری در سال ۱۳۳۱ در چنداول شهر کابل بدنیا آمد. وی از سال ۱۳۵۱ الی امروز در مکرویان اول بلاک ۲۱ زندگی داشت. پس از ختم لیسه حبیبیه، از رشته جیولوجی دانشکده ساینس دانشگاه کابل سند فراغت را حاصل نمود.
حیدری از صنف هفتم مکتب علاقه‌مند هنر تمثیل بود و روی صحنه نمایش به ایجاد نمایشنامه‌ها می‌پرداخت. در دوره دانشگاه یکی از اعضای فعال کمیته فرهنگی دانشگاه کابل بود و در بسیاری از نمایشنامه‌ها نقش اول را اجرا می‌کرد. از نمایشنامه‌های مشهور آن دوره می‌توان از نمایشنامه «بلی گفتن» نوشته جلال نورانی و نمایشنامه «خسیس» اثر مولیر را نام برد.
حیدری تعداد زیادی از فیلم‌های تلویزیونی را دایرکت و در تعداد زیادی از فیلم‌های سینمایی نقش‌های بازی کرده‌است، از جمله فیلم‌های سینمایی می‌توان «دهکده‌ها بیدار می‌شوند، گناه، صبور سرباز، حادثه، الماس سیاه، رؤیا و سربند» را یاد کرد. حیدری از سینماگر موفق افغانستان بود وی فلم‌های «بابا، کجراه و الماس شرق» (دربارهٔ احمد ظاهر را نیز دایرکت نموده‌است.
حیدری در سال‌های جنگ مهاجر در تاجکستان گردید. پس از سپری کردن سیزده سال مهاجرت، دوباره به وطن برگشت و فیلم «جادوگر سبز» نوشته جلال نورانی، فیلم «آخرین شب» و «آخرین شعر» را تهیه و کارگردانی کرد.
جوانشیر حیدری از سال ۱۳۶۲ الی امروز به صفت رئیس اتحادیه سینما گران افغانستان اجرای وظیفه می‌کرد.
او در کنار ریاست اتحادیه سینماگران افغانستان بود، عضویت شورای رهبری انجمن بین‌المللی (پیوند) در تاجکستان و عضویت انجمن دوستی افغانستان - چین را هم داشت. حیدری زمانی که محصل دانشگاه جیولوژی بود، فیلم «مجسمه‌ها می‌خندد» که ذکیه کهزاد و عبداله خموش در آن نقش کلیدی داشت تهیه نمود؛ و این اولین فیلم او بود. پس از این حیدری وارد جهان سینما شد، فیلم‌نامه می‌نوشت، بازیگری می‌کرد و تهیه‌کننده بود.
بابا یکی از فیلم‌های قشنگ آقای حیدری بود که در زمان حکومت دکتور نجیب الله ساخته بود.
وی برای مدت ۴۵ ساله او در عرصه سینما کار نمود. جوانشیر حیدری شمار زیادی از فیلم‌های تلویزیونی را کارگردانی و نیز خودش نقش را بازی نموده‌است.

## زندگی شخصی
حیدری ازدواج نموده داری سه پسر بنام یما، اجمل، ایمل و یک دختر بنام فرح می‌باشد. او در آخر عمر تنها در کابل زندگی می‌کرد. فرزندان و خانواده‌اش در کانادا و پسرش در تاجکستان زندگی می‌نمایند.
جوانشیر حیدری، رئیس اتحادیه سینماگران افغانستان و یکی از پیشتازان سینمای افغانستان بالاخره صبح سه‌شنبه (اول بهمن/دلو) به دلیل بیماری قلبی درگذشت.